# Colomet (motocicleta)
Colomet fou una marca mallorquina de motocicletes, fabricades a Palma entre 1949 i 1965.

## Història
Els germans Jaume i Antoni Colomet tenien un taller de reparació d'automòbils i motocicletes que, amb els anys, començà a fabricar motors per a embarcacions i a finals dels anys 40 desenvolupà un velomotor propi.
El 1951 presentà una motocicleta anomenada M51 amb aquestes característiques: 123 cc, 4,5 CV a 5.000 rpm, canvi de tres marxes amb comandament al peu, bastidor format per quadre bressol en tub d'acer gruixut, suspensió davantera telescòpica i posterior telescòpica bessona. La velocitat anunciada era de 75 km/h.
El 1953 aparegué el model M53, de similars característiques però amb motor més potent: 5 CV a 4.200 rpm. Més tard va llançar un model de 150 cc d'escassa difusió.
Pel que fa a la producció coneguda, fou la següent:
- 1953: 14 unitats
- 1954: 82 unitats
- 1955: 39 unitats

Nota.- No se'n coneixen les dades anteriors a 1953, ja que en aquella època les motos de menys de 125 cc no calia matricular-les.